# Trong đống tro tàn
Trong đống tro tàn là một cuốn hồi ký của đạo diễn phim tài liệu Trần Văn Thủy, in bởi Người Việt Books và phát hành lần đầu tại Hoa Kỳ tháng 11 năm 2016. Cuốn sách được xem là tác phẩm cuối cùng trong sự nghiệp sáng tác của Trần Văn Thủy, bao gồm các chương thuật lại quãng đời làm nghề phim tài liệu cùng những lời di chúc của ông.